# Isoplenodia
Isoplenodia là một chi bướm đêm thuộc họ Geometridae.